# Orhan Pamuk
Ferit Orhan Pamuk, turški pisatelj, prejemnik Nobelove nagrade za književnost, * 7. junij 1952, Carigrad.

## Literarna pot
Pamuk je tesno povezan s postmoderno literaturo. Je eden najbolj priljubljenih in najbolj poznanih turških pisateljev. Prejel je številne turške in mednarodne literarne nagrade, 12. oktobra 2006 pa tudi Nobelovo nagrado. S tem je postal prvi z Nobelovo nagrado nagrajeni Turek.